# 走る男女子部
『走る男女子部 〜東海道五十三次ウルトラジョギングの旅〜』（はしるおとこじょしぶ とうかいどうごじゅうさんつぎウルトラジョギングのたび）は、2012年4月から2013年3月まで、主に独立局を中心に放送されていたドキュメントバラエティ番組・旅番組である。2010年4月 - 2012年3月まで東名阪ネット6加盟局を中心に放送された『走る男F』の続編である。サブタイトルは、純度100%の青春ドラマ。

## 概要
『走る男』・『走る男II』・『走る男F』と続く、『走る男』シリーズの第4弾である。
これまでは森脇健児が自ら走り、日本縦断（走る男）・47都道府県制覇 （II）・市民マラソン直前企画や電車じゃんけんなどの企画もの （F） を行っていたが、今作では森脇がキャプテンとなって「走る男女子部」を率いて、女子部のランナー8人（後に10人に増員）の中から、1区あたり原則3人の女子部ランナーと森脇が東海道走破に挑む。女子部のランナーはいずれも森脇が所属する松竹芸能所属の女性タレントで、時々入れ替えが行われる。
走行距離は1区間（1回分の放送）あたり10キロメートル前後とさほど長くない。そのため、サブタイトルにある「東海道五十三次」の53ある宿場町や周辺地域の観光名所などを訪ねる旅番組やグルメ番組の要素も兼ねている。番組ホームページでも「走る旅番組」と称している。ただし、ジョギングの要素が少なくなったわけではなく、毎回森脇が女子部メンバーに対し「特訓コーナー」（後述）と称した訓練を課すのがお約束の1つでもある。
元々、『走る男F』の一企画として「走る女たち」という企画があり、本番組同様に松竹芸能の女性タレントが走る企画が行われていた。一部のメンバーは、この企画にも参加していた。
これまでの『走る男』シリーズは東名阪ネット6・日本BS放送（BS11）の共同制作であったが、当番組ではテレビ埼玉（テレ玉、東名阪ネット6加盟局の1つ）・日本BS放送は制作局から外れ、放送もしない。そのため、東名阪ネット6共同制作番組ではなくなっている。その代わりにJ:COMが制作局として加わり、テレ玉以外の東名阪ネット6参加5局とあわせて共同制作局となっている。
当初の予定どおり、2013年3月で1年間の放送を終了。続編として、2013年4月からは『走る男 THE FINAL 〜ニッポン一周ウルトラジョギングの旅〜』を放送予定である。現在のところ、女子部の共同制作局のうちKBS京都・サンテレビジョン・三重テレビ放送・テレビ神奈川の4局と、岐阜放送（ぎふチャン）で放送する。千葉テレビ放送は、当番組では途中から深夜枠に格下されていたが、FINALについては放送自体を行わず、テレ玉同様制作から撤退する。

## ルール
スタートは京都・三条大橋、ゴールは東京・日本橋となっており、東下りする形で進行していく。1つの宿場から次の宿場までを「1区」（例：三条大橋から次の宿場である大津宿までが1区、大津宿から草津宿までが2区）として、1区間で3人の女子部メンバーが走る。森脇と女子部3人のあわせて4人が一緒に走るようになっていて、原則1日かけて1区間を走る（1区間の距離が短い場合等、1日で2区間走ることもある）。撮影は4日間区切り（概ね4区間分）で行われる。
なお、外田の降板中は女子部2人（または1人+コンビ1組）と森脇のあわせて3人（または4人）体制となっている。

## 主なコーナー
- ありさの日記（外田の降板中は「美歩の日記」）
番組中に随時挿入。外田の自筆による日記（走りや見たものに対する感想、時には森脇への不満・愚痴など）を紹介する。外田降板中は「美歩の日記」にタイトルを変え、西田の自筆による日記を紹介していた。
- 特訓コーナー（正式なタイトルはない）
番組中盤で行われる。女子部メンバーに、階段ダッシュ・ビルドアップ走・坂道ダッシュ・パラシュートダッシュ・養成ギブス走、更にはIIやFでも見られた高校陸上部の特訓への参加などをさせるもの。女子部メンバーの殆どには受け入れられていないが、視聴者受けは良いことが第10回放送で判明している（が、これを聞いて西田は険しい表情をしていた）。最下位は、おまけの青春の1本でもう一回やらされる。第49回（53区終了後）で、東京実業高等学校を舞台に行われた大特訓8km走は藤井と梅小鉢以外の全員参加で行われた。（1位こしきさやか→高島麻利央→本輝咲→近藤綾香→外田ありさ→高橋沙織→最下位西田美歩）

- ありさの宝物（外田の降板中は「みんなの宝物」）
番組終盤のスタッフロール表示後に行われる。外田がその回に見た景色などから、印象的だった景色を再度紹介する。外田の降板中は「みんなの宝物」にタイトルを変えて継続されていた。
- 森脇キャプテンの今週の一言
番組の最後（一部局ではスポンサー読みの箇所）で行われる。その回の森脇の発言の中から印象的だったものを再度紹介する。

## 走行ルート
1区（初回） - 4区（放送初回 - 第4回、女子部：西田・外田・本）
三条大橋→大津宿→草津宿→石部宿→水口宿
5区 - 8区（放送第5回 - 第8回、女子部：西田・外田・近藤）
水口宿→土山宿→坂下宿→関宿→亀山宿
9区 - 13区（放送第9回 - 第12回、女子部：西田・外田・こしき）
亀山宿→庄野宿→石薬師宿→四日市宿→桑名宿→宮宿（第9回は、1日で9区・10区の2区間走行）
14区 - 17区（放送第13回 - 第16回、女子部：西田・外田・高橋）
宮宿→鳴海宿→池鯉鮒宿→岡崎宿→藤川宿
18区 - 22区（放送第17回 - 第20回、女子部：西田・外田・高島）
藤川宿→赤坂宿→御油宿→吉田宿→二川宿→白須賀宿（第18回は、1日で19区・20区の2区間走行）
23区 - 26区（放送第21回 - 第24回、女子部：西田・外田・本）
白須賀宿→新居宿→舞阪宿→浜松宿→見附宿
27区 - 30区（放送第25回 - 28回、女子部：西田・藤井）
見附宿→袋井宿→掛川宿→日坂宿→金谷宿
31区 - 34区（放送第29回 - 32回、女子部：西田・高橋）
金谷宿→島田宿→藤枝宿→岡部宿→鞠子宿
35区（放送第33回、女子部：西田・梅小鉢）
鞠子宿→府中宿
36区 - 39区（放送第34回 - 36回、女子部：西田・近藤・こしき）
府中宿→江尻宿→興津宿→由比宿→蒲原宿（第36回は、1日で38区・39区の2区間走行）
40区 - 43区（放送第37回 - 40回、女子部：西田・外田・本）
蒲原宿→吉原宿→原宿→沼津宿→三島宿
44区 - 48区（放送第41回 - 第44回、女子部：西田・外田・高島）
三島宿→箱根宿→小田原宿→大磯宿→平塚宿→藤沢宿（第44回は、1日で47区・48区の2区間走行）
49区 - 51区（放送第45回 - 第47回、女子部：西田・外田・高橋）
藤沢宿→戸塚宿→程ヶ谷宿→神奈川宿
52区 - 53区（放送第48回 - 第49回、女子部：西田・外田・本）
神奈川宿→川崎宿→品川宿
54区（最終回、女子部：全員 ※藤井・梅小鉢は不参加）
品川宿→日本橋

## 出演者

### 走る男
- 森脇健児（走る男女子部キャプテン）

### 走る男女子部
原則は西田・外田がレギュラー出演していて、その他の1名は1回のロケで4区間（原則）を担当している。レギュラー出演していた外田が第26区で途中降板したため、27区 - 39区はナレーションのみで出演する。番組開始の記者会見当時は8人とされていたが、外田のピンチヒッターとして急遽梅小鉢が出演することになり、合計10人となった。
- 西田美歩（全区間参加、『走る男F』の「走る女たち」にも出演経験あり）
唯一フル参戦しているメンバー。歴史に詳しく、番組オープニングで薀蓄を語ることが多い。
- 外田ありさ（26区途中 - 39区を除く全区間参加、『走る男F』の「走る女たち」にも出演経験あり）
当初は西田同様にフル参戦の予定であったが、第26区で足の負傷があり途中降板。東海道五十三次の旅をリタイアし、一時期はリハビリに専念していた。第40区から復帰した。
- 本輝咲（1区 - 4区、23区 - 26区、40区 - 43区、52区 - 54区）
- 近藤綾香（5区 - 8区、36区 - 39区、54区）
- こしきさやか（9区 - 13区、36区 - 39区、54区）
- 高橋沙織（14区 - 17区、31区 - 34区、48区 - 51区、54区、『走る男F』の「走る女たち」にも出演経験あり）特訓コーナーで西田・外田に何度も挑戦したが勝てたのは西田に手押し車と8km走の2回。
- 高島麻利央（18区 - 22区、44区 - 48区、54区）
- 藤井日菜子（27区 - 30区）
女子部の最年長メンバー。当時30代だったのは藤井と梅小鉢の2人のあわせて3人だけで、他は全員20代以下である。8km走と最終回は不参加。
- 梅小鉢（35区）
  - 高田紗千子
  - 小森麻由

8km走と最終回は不参加。

### ナレーション
- 外田ありさ（降板中も、「美歩の日記」以外のナレーションのみは継続していた）
- 西田美歩（外田の降板中、「美歩の日記」のみナレーション担当）

### ゲスト
- カナガワニ（51区）（制作局の1つである、テレビ神奈川マスコットキャラクター） - 特訓コーナー（横浜マリンタワーの階段ダッシュ）で登場
- 薬師寺保栄

## ネット局
東名阪ネット6加盟局のうちテレ玉を除いた5局とJ:COMで放送。また、『走る男F』のネット局であるとちぎテレビ、南海放送、鹿児島讀賣テレビ、静岡第一テレビでは現段階で放送予定がない。
| 放送対象地域 | 放送局                         | 系列                                   | 放送日時                                          | 放送期間                                             |
| ------------ | ------------------------------ | -------------------------------------- | ------------------------------------------------- | ---------------------------------------------------- |
| 京都府       | 京都放送（KBS京都）〈幹事〉    | JAITS （東名阪ネット6加盟） 共同制作局 | 毎週日曜日 22:30 - 23:00                          | 2012年4月8日 - 2013年3月24日                         |
| 兵庫県       | サンテレビジョン（サンテレビ） | JAITS （東名阪ネット6加盟） 共同制作局 | 毎週土曜日 21:30 - 22:00                          | 2012年4月7日 - 2013年3月23日                         |
| 三重県       | 三重テレビ放送 (MTV)           | JAITS （東名阪ネット6加盟） 共同制作局 | 毎週金曜日 22:30 - 23:00                          | 2012年4月6日 - 2013年3月28日                         |
| 神奈川県     | テレビ神奈川 (tvk)             | JAITS （東名阪ネット6加盟） 共同制作局 | 毎週木曜日 22:00 - 22:30                          | 2012年4月5日 - 2013年3月22日                         |
| 千葉県       | 千葉テレビ放送（チバテレ）     | JAITS （東名阪ネット6加盟） 共同制作局 | 毎週火曜日 22:30 - 23:00 毎週火曜日 23:30 - 24:00 | 2012年4月10日 - 7月31日 2012年8月7日 - 2013年3月26日 |
| 全国放送     | J:COMチャンネル                | ケーブルテレビ 共同制作局              | 毎週金曜日 19:00 - 19:30                          | 2012年4月13日 - 2013年3月29日                        |